# Mistrzostwa Afryki w Wielobojach Lekkoatletycznych 2012
Mistrzostwa Afryki w Wielobojach Lekkoatletycznych 2012 – zawody sportowe, które 14 i 15 kwietnia  odbyły się w Réduit na Mauritiusie. Impreza była pierwszą odsłoną cyklu IAAF Combined Events Challenge w sezonie 2012.

## Rezultaty
|                        | 1. miejsce       | Rezultat  | 2. miejsce        | Rezultat  | 3. miejsce       | Rezultat  |
| Dziesięciobój mężczyzn | Kamé Ali         | 7409 pkt. | Guillaume Thierry | 7356 pkt. | Jonathan Caetane | 6147 pkt. |
| Siedmiobój kobiet      | Margaret Simpson | 6184 pkt. | Gabriella Kouassi | 5766 pkt. | Selloane Tsoaeli | 5194 pkt. |